# 리버설 오케스트라
《리버설 오케스트라》(リバーサルオーケストラ 리바사루오케스토라[*])는 2023년 1월부터 닛테레계 수요드라마로 편성된 일본 드라마. 주연은 카도와키 무기.

## 개요
전 천재 바이올리니스트 타니오카 하츠네가 괴짜 마에스트로 토키와 아사히에게 휘말려 지방 오케스트라 코다마 교향악단을 재건하는 이야기

## 출연진

### 주요인물
타니오카 하츠네(谷岡初音)
배우 - 카도와키 무기
주인공. 천재 바이올리니스트.
10년 전, 돌연 무대에서 사라져 서사이타마 시청 홍보과 공무원으로 근무하고 있음.
토키와 아사히(常葉朝陽)
배우 - 다나카 케이
코다마 교향악단 마에스트로.
아버지가 현직 서사이타마 시장.

## 스태프
- 극본 - 시미즈 유카코
- 연출 - 이노마타 류이치, 코무로 나오코, 스즈키 유마
- 책임프로듀서 - 미카미 에리코
- 프로듀서 - 스즈마 히로에, 마츠야마 마사노리
- 제작협력 - 토털미디어커뮤니케이션
- 제작 - 닛테레

## 방송 일정
| 화                                        | 방송일   | 제목 | 제목                                               | 시청률 |
| ----------------------------------------- | -------- | ---- | -------------------------------------------------- | ------ |
| 제1화                                     | 1월 11일 | 번역 | 천재 바이올리니스트는 엉망진창 오케스트라 구세주!? | 6.8%   |
| 제1화                                     | 1월 11일 | 원제 | 元天才ヴァイオリニストは、ポンコツオケの救世主!?   | 6.8%   |
| 제2화                                     | 1월 18일 | 번역 | 엉망진창 개조계획 스타트! 동료를 핀치에서 구하라!  | 6.6%   |
| 제2화                                     | 1월 18일 | 원제 | ポンコツ改造計画スタート!仲間の窮地を救え!         | 6.6%   |
| 제2화                                     | 1월 18일 | 번역 | 엉망진창 코다마교향악단 첫무대!! 신 멤버 가입!?    | 6.2%   |
| 제2화                                     | 1월 18일 | 원제 | ポンコツ玉響の初舞台!!新メンバー加入!?             | 6.2%   |
| 제2화                                     | 1월 18일 | 번역 |                                                    |        |
| 제2화                                     | 1월 18일 | 원제 |                                                    |        |
| (시청률은 간토 지방·비디오 리서치사 조사) |          |      |                                                    |        |